# Ganz Schön Feist

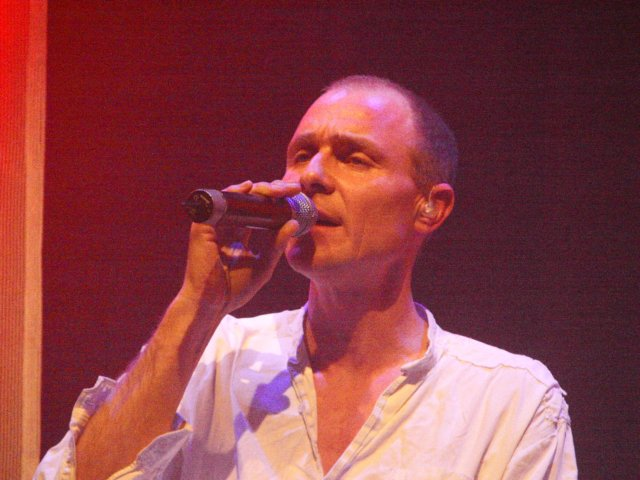
C. bei einem Auftritt in Witten im April 2006

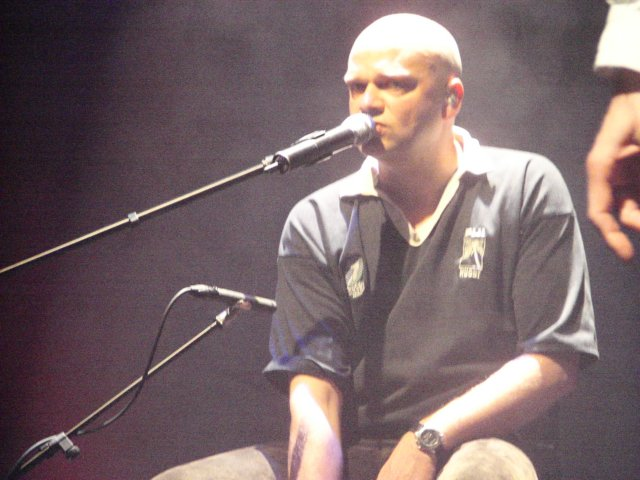
Rainer Schacht ebenfalls bei einem Auftritt in Witten im April 2006

Ganz Schön Feist war eine deutsche Musikgruppe aus Göttingen. Die drei Bandmitglieder bezeichneten ihren Stil als „PopAcappellaComedy“. Ein großer Teil ihrer Musikstücke wurde von Instrumentalbegleitung unterstützt. Das Trio trat seit Ende der 1980er Jahre auf Kleinkunstbühnen in Deutschland, Italien, Österreich und der Schweiz auf. In Frankreich gastierten sie gelegentlich als „Jean-Claude, Jean-Jacques und Jérôme“. Anfang 2013 zog sich die Band aus dem Tourgeschäft zurück.

## Geschichte

### Die frühen Jahre
Ende der 1980er Jahre gründete der Göttinger Mathias Zeh (C.) mit Hans Helmers ein Duo, das bald den Namen Ganz Schön Feist trug. Als Helmers ausstieg, stieß zuerst Rainer Schacht und später Beo Brockhausen zu Mathias Zeh. Von Beginn an kombinierte die Gruppe humorvolle Texte mit anspruchsvollem Satzgesang, der oftmals A cappella dargeboten wurde. Ganz Schön Feist entwickelte sich jedoch nicht zu einem reinen Gesangstrio. Die markante Stimme von Mathias Zeh wurde in den meisten Liedern sowohl vom Gesang als auch von diversen von Brockhausen und Schacht gespielten Instrumenten unterstützt. Die Musiker verwendeten neben im westlichen Kulturraum verbreiteten Instrumenten wie Gitarre, Bass, Saxophon oder Mandoline auch Instrumente wie Djembé oder die koreanische Zither Gayageum und zahlreiche andere.
Die erste Single von Ganz Schön Feist, Eifersucht, erschien 1989. Die Chance, das Hobby zum Beruf zu machen, ergab sich mit dem Gewinn des Deutschen Rockpreises im Jahr 1991 und einer damit verbundenen gewonnenen CD-Produktion. Es folgten einige Singles (unter anderem eine Coverversion des Rio-Reiser-Titels König von Deutschland), eine EP sowie ein 1993 aufgenommenes Livealbum. Die Band trat anfänglich auf kostenlosen Festivals und dem Altstadtfest in Göttingen auf. Erste Erfolge feierten sie mit dem Lied Es ist gut, wenn du weißt, was du willst, mit dem sie unter anderem in den Fernsehshows Der große Preis und Ein Kessel Buntes auftraten.

### Wachsende Bekanntheit
1995 nahmen Ganz Schön Feist ihr zweites komplettes Studioalbum Pille Palle auf. Dieses wurde jedoch zunächst nicht in großer Stückzahl produziert, da sich kein Verleger für das Album fand – so blieb es zunächst bei einer stark begrenzten Auflage. In den folgenden Jahren hatten Ganz Schön Feist diverse Fernsehauftritte, zum Beispiel beim Deutschen Satirefest unter der Leitung von Volker Pispers und der RTL Comedy-Gala an der Seite von Dieter Nuhr, Hennes Bender und Hagen Rether.
So wurden schließlich Roof Music als Label und Sony Music bzw. Universal als Vertrieb auf Ganz Schön Feist aufmerksam und nahmen sie unter Vertrag. Hier wurde 1997 das Album Gänseblümchen in einer ersten Version veröffentlicht. Die Erlanger Fun-Metal-Band J.B.O. entdeckte die bereits 1997 erschienene Single Du willst immer nur ficken und veröffentlichte diesen Song auf der 1998er Kompilation J.B.O. präsentiert: Und Spaß dabei (Der ultimative Partysampler). Er wurde genauso wie die Parodie auf den Bernd-Clüver-Hit Der Junge mit der Mundharmonika, Junge, Junge, im Nachhinein in die Trackliste von Gänseblümchen aufgenommen. 1998 wurde dank der wachsenden Bekanntheit Pille Palle bei Roof Music veröffentlicht. Außerdem wurde die Kompilation Schöner Feister Ganzer erstellt, die die Titel der ersten fünf zu diesem Zeitpunkt nicht mehr erhältlichen Veröffentlichungen sowie drei bis dahin unveröffentlichte Songs enthielt. 2000 erschien das Album Öffne Dein Bewusstsein. Im Gegensatz zu früheren Alben  wurde Öffne Dein Bewusstsein sehr aufwändig produziert. Dafür wurden u. a. Studios in Frankfurt am Main und Los Angeles (USA) in Anspruch genommen. Weißt Du noch im letzten Sommer wurde als zweite Single nach der ersten, Bleib geschmeidig, ausgekoppelt.
2001 erschien das zweite Livealbum In Echt (live), welches bereits drei Lieder enthielt, die zwei Jahre später auf dem fünften Studioalbum Irgendwoanders erschienen. Aus diesem Album wurden keine Singles mehr ausgekoppelt, da sich diese nach den Erfahrungen der letzten Jahre nur schlecht verkauften. Diese beiden Alben erschienen nun nicht mehr bei Sony Music, sondern beim CD-Vertrieb Indigo: Der Weg führte weg von dem Major-Vertrieb und zurück zu den Wurzeln der frühen Jahre. Irgendwoanders wurde wieder in Göttingen aufgenommen. Klanglich jedoch ähnelte das Album noch Öffne Dein Bewusstsein.
Zu diesem Zeitpunkt waren Ganz Schön Feist bereits über 10 Jahre nahezu ununterbrochen auf Tour, wo sie auf jährlich ca. 70 Konzerten regelmäßig bekannte Kleinkunstbühnen wie z. B. Tränenpalast (Berlin), Schmidts Tivoli (Hamburg), Lustspielhaus (München), Pantheon (Bonn) und Unterhaus – Mainzer Forum-Theater (Mainz) füllten. Neben dem regulären Programm wurde auch eine Konzertreihe mit dem Namen „Gutes von Gestern“ aufgelegt, bei der vom Publikum oft gewünschte Titel aus den frühen Jahren dargeboten wurden.

### Umbesetzung und neuer Stil
Im Jahr 2003 trat die Band bei der Veranstaltung Pop Meets Classic 2003 in der Göttinger Lokhalle auf. Hierbei präsentierten sie einige ihrer Lieder live zusammen mit dem Göttinger Symphonieorchester. Die künstlerische Leitung dieses Events übernahm Christoph Jess von der Göttinger A-cappella-Formation Seven Up.
Brockhausen, Schacht und Zeh begannen 2004 mit den Arbeiten an einem neuen Programm, das den Titel Hüa! tragen sollte. Dabei traten Differenzen zwischen Brockhausen und den anderen Bandmitgliedern auf. Daraufhin trennte sich Brockhausen im Sommer 2004 schließlich von Ganz Schön Feist, um sich in Zukunft anderen musikalischen Projekten zu widmen.
Nach der Trennung nahm Christoph Jess, der schnell eingearbeitet wurde, Brockhausens Position ein. Das Studioalbum Hüa! erschien im Mai 2005 in der neuen Besetzung. Es zeichnete sich durch seine im Vergleich zu den vorangegangenen Alben veränderten Arrangements aus. Fast alle Musikstücke wurden im Live-Setup aufgenommen, auf eine aufwändige Produktion wurde verzichtet. Ganz Schön Feist traten 2005 und 2006 wieder bei Pop Meets Classic auf. Im Januar 2006 wurde auch das Liveprogramm Gutes von Gestern fortgesetzt. Anfang Juni 2007 zeichneten Ganz Schön Feist ihr neues Album Aphrodisiakum in der Lokhalle in Göttingen live auf. Diese Aufnahmen kamen im August 2007 in den Handel. Der Schritt zur puristischen Inszenierung der Stücke wurde im Vergleich zu Hüa! noch konsequenter umgesetzt, da (abgesehen von einem Stück) vollständig auf Studioaufnahmen verzichtet wurde.
2008 veröffentlichte Beo Brockhausen sein erstes Soloalbum mit dem Titel Wiedergeburt.
Im Juli 2009 erschien das Studioalbum Klassentreffen!, wieder im Studio eingespielt. Darin fiel erneut eine große instrumentale Bandbreite auf, wie sie auch in früheren Alben üblich war. Ein Jahr später veröffentlichte die Gruppe eine wiederum live aufgenommene „Best of“-Doppel-CD unter dem Titel The yellow from egg, anlässlich des 20-jährigen Bestehens der Band.

### Rückzug aus dem Tourgeschäft

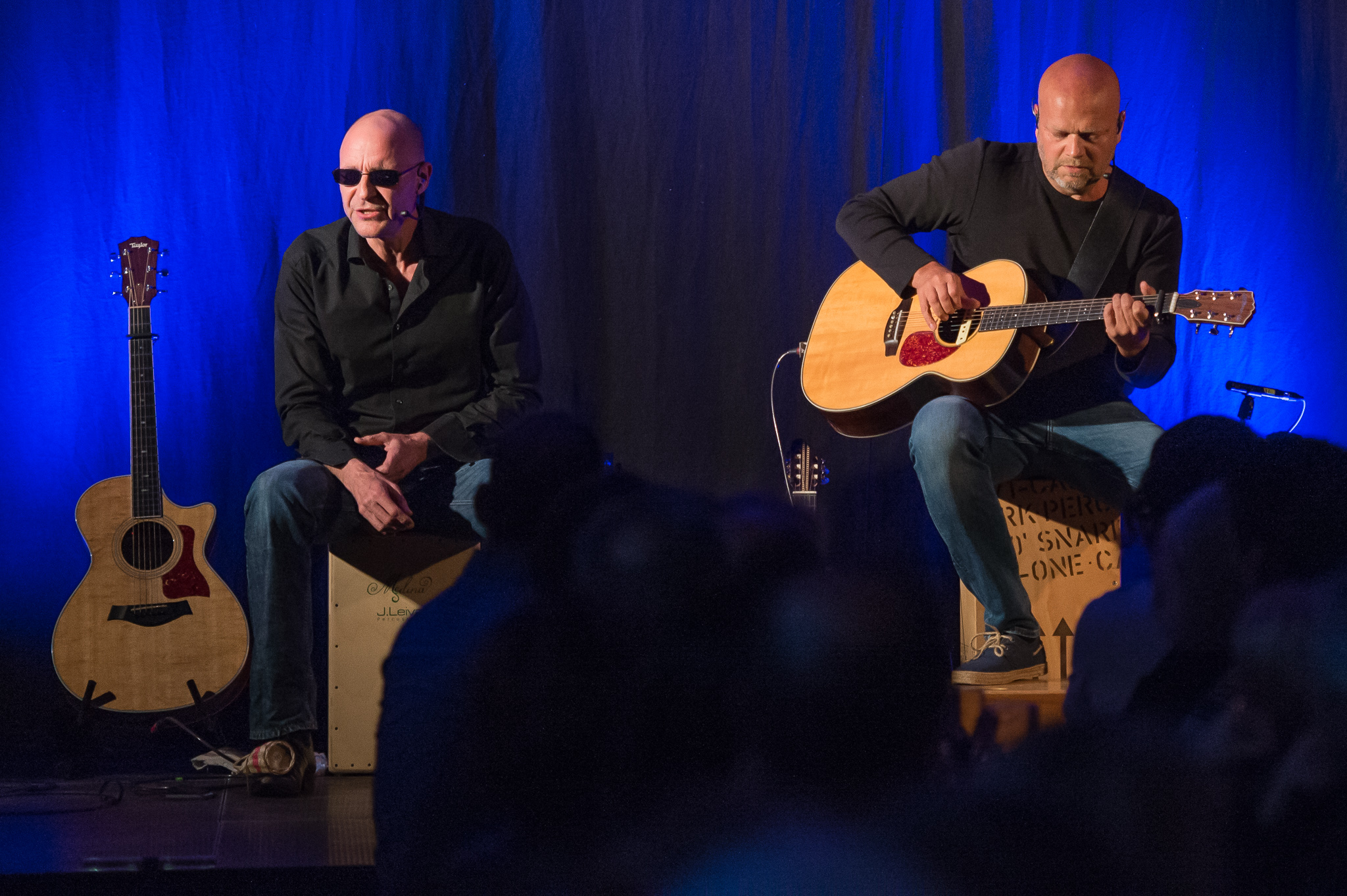
die feisten (2017)

Nach einer zehnmonatigen Abschiedstour zogen sich Ganz Schön Feist im Januar 2013 aus dem aktiven Tourleben zurück. Ihr letztes Konzert gaben sie am 13. Januar 2013 in ihrer Heimatstadt Göttingen. Mathias Zeh und Rainer Schacht kündigten bei dem Abschiedskonzert an, künftig als Duo weiter zu musizieren. Unter dem Namen die Feisten veröffentlichten die beiden Musiker im Jahr 2014 ihre erste CD „Versuchslabor“.
Christoph Jess arbeitet als Lehrer und musikalischer Leiter von „Pop Meets Classic“ in Göttingen, außerdem ist er Mitglied der A-cappella-Formation „Seven up“.

## Diskografie

### Alben
- 1991 – Deutscher Rockpreis

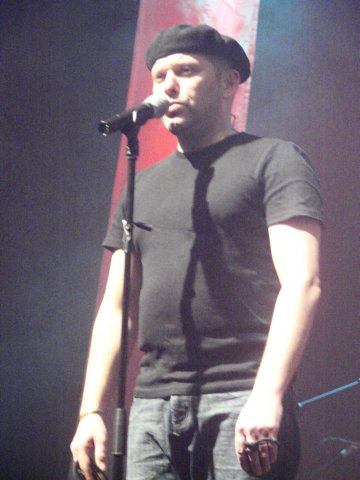
Christoph Jess bei einem Auftritt in Witten im April 2006

- 1993 – Ganz Schön Live (aufgenommen am 15./16. Dezember 1993 in Göttingen)
- 1997 – Gänseblümchen
- 1998 – Pille Palle (aufgenommen 1995)
- 1999 – Schöner Feister Ganzer (Kompilation 1989–1993 inkl. drei neuer Songs)
- 2000 – Öffne dein Bewusstsein
- 2001 – In Echt (live)
- 2003 – Irgendwoanders
- 2005 – Hüa!
- 2007 – Aphrodisiakum (aufgenommen am 1.–3. Juni 2007 in Göttingen)
- 2009 – Klassentreffen!
- 2010 – The Yellow from Egg

### Singles und EPs
- 1989 – Eifersucht
- 1992 – Es ist gut, wenn du weißt, was du willst
- 1993 – König von Deutschland
- 1993 – Dein Ding
- 1993 – Schön $chön und gar nicht teuer (7 Track-EP)
- 1997 – Du willst immer nur ficken
- 1998 – Junge, Junge
- 1999 – Guter Freund
- 2000 – Bleib geschmeidig
- 2000 – Weißt du noch im letzten Sommer

### Beteiligung auf Samplern (Auswahl)
- 1992 – Sahnestücke ’92. Die Hits des Jahres
- 1992 – Die Originale – Deutsche Schlager 1992
- 1992 – Voice Pop! – Der A-cappella Sampler
- 1993 – Aufsteiger (Promotion-CD)
- 1993 – Neudeutsch 93
- 1993 – Top 13 Music Club – HitParade – Die deutschen Spitzenstars – 1/93 (bzw. EXTRA)
- 1998 – J.B.O. – „J.B.O. präsentiert: Und Spaß dabei (Der ultimative Partysampler)“
- 1998 – Danke 1998 Pop (Sony Music Jahres-CD)
- 1999 – Mega Party Power Mix ’99
- 1999 – Doppelt Gut – Die Erste ’99
- 1999 – Radio FM4 presents soundselection four
- 1999 – Mallorca Vol.2 – Volle Pulle – Mallorca Hits
- 2000 – Wollt ihr ficken?
- 2000 – www.roofmusic.de (Promotion-CD)
- 2000 – CHANCE 2000 Diplomatenpass
- 2003 – Pop Meets Classic 2003
- 2003 – Junge Herzen. Freche deutsche Lovesongs
- 2004 – Der deutsche Hitmix No. 7 – Mallorca Edition
- 2005 – Pop Meets Classic 2005
- 2005 – Brigitte Soul for Dinner 2
- 2006 – Pop Meets Classic 2006
- 2007 – Pop Meets Classic 2007
- 2007 – Parental Advisory – Die besten deutschen unanständigen Lieder
- 2008 – Pop Meets Classic 2008

## Auszeichnungen
- 1991 – Deutscher Rockpreis
- 1996 – Mindener Stichling – Gruppenpreis
- 1997 – Kleinkunstoskar der Stadt Rheine
- 1998 – Prix Pantheon – Publikumspreis Beklatscht & Ausgebuht
- 2005 – Salzburger Stier
- 2005 – Zeck-Kabarettpreis – Musikpreis Sound-Zeck
- 2006 – Kleinkunstpreis der Stadt Schwerte – Publikumspreis